# Got7
I Got7 (갓세븐?, Gat sebeunLR) sono un gruppo musicale sudcoreano formatosi a Seul nel 2014.
Debuttano sotto JYP Entertainment il 16 gennaio 2014 con l'EP Got It?, attirando l'attenzione per le proprie performance che includono movimenti di tricking; negli anni hanno portato avanti un'attività musicale parallela in Giappone con Sony Music Entertainment Japan.
Dal debutto a novembre 2021, hanno venduto 4 105 009 dischi secondo la Circle Chart coreana.

## Storia

### 2009–2013: JJ Project e formazione
Dopo il debutto dei 2PM nel 2008, la JYP Entertainment inizia a lavorare alla creazione di un nuovo gruppo maschile internazionale. Nel 2009 il b-boy Im Jae-beom e il ballerino Park Jin-young arrivano primi a pari merito alle audizioni aperte e iniziano l'addestramento per diventare idol; nel 2012 vengono tolti dal progetto per la formazione del nuovo gruppo e fatti debuttare prima come attori, poi come cantanti nel duo JJ Project, per il quale adottano gli pseudonimi di JB e Junior, rispettivamente. Nel corso degli anni passano agli pseudonimi Jay B e Jinyoung. L'anno successivo, mentre i JJ Project si preparano per il secondo disco, vengono re-integrati negli apprendisti membri del progetto e riprendono l'allenamento per il debutto di gruppo.
Nell'arco dei tre anni del progetto, che arriva a constare di 30 membri, la composizione della nuova boy band subisce numerosi cambiamenti. Nel 2013 la JYPE recluta Choi Young-jae alle audizioni chiuse di un'accademia di canto a Mokpo e lo inserisce nel progetto del gruppo come cantante dopo un mese di allenamento nel ballo. Gli elementi scelti fino a quel momento erano cinque: oltre a Choi, Jay B e Jinyoung, erano presenti l'americano-taiwanese Mark Tuan, arrivato in Corea del Sud da Los Angeles ad agosto 2010, e l'ex schermidore di Hong Kong Jackson Wang, che aveva invece superato le audizioni internazionali a Kowloon nel dicembre 2010 e si era trasferito a Seul nell'estate 2011.
Il 6 settembre 2013, Mark e Jackson appaiono nel quinto episodio del reality-survival della rete Mnet Win: Who is Next con altri due apprendisti: BamBam, che aveva superato le audizioni in Thailandia a marzo 2010, e il coreano Kim Yu-gyeom. Nel corso del mese viene definita la composizione finale del gruppo: il debutto di BamBam, avendo colpito favorevolmente Yang Hyun-suk durante Win, viene anticipato, e il ragazzo si unisce con Kim al quintetto esistente a canzone del debutto già decisa, portando il numero di membri a un totale di sette.
A ottobre viene annunciato il debutto del gruppo, temporaneamente definito "Post 2PM", per il gennaio successivo. Per il nome viene inizialmente proposto Get7 (겟세븐?), ma a dicembre 2013 l'agenzia opta, infine, per Got7. Oltre a significare "sette persone fortunate che si sono trovate e andranno avanti insieme per sempre", è un omaggio a Got6, il nome che usavano i GOD prima di debuttare, quando J.Y. Park era ancora tra i loro membri.

### 2014: debutto, primo album e ingresso nel mercato giapponese
La JYP Entertainment rivela ufficialmente i Got7 al pubblico il 1º gennaio 2014. Vengono descritti come un gruppo hip hop che incorpora nelle proprie esibizioni elementi del tricking e della break dance, attirando paragoni con i 2PM, noti per il loro stile di ballo acrobatico. Il 15 gennaio il gruppo tiene il Garage Showcase, trasmesso in diretta attraverso Daum Music, e debutta il 16 gennaio 2014 al programma M Countdown eseguendo per la prima volta il brano Girls Girls Girls; contemporaneamente viene pubblicato il video musicale, che supera un milione di visualizzazioni su YouTube dopo due giorni, un risultato insolito per un nuovo gruppo, generando aspettative per le attività successive. L'EP Got It? esce quattro giorni dopo e si classifica al primo posto della World Albums Chart di Billboard e al secondo della Gaon Album Chart. Poco dopo il debutto, i Got7 firmano un contratto con la Sony Music Entertainment in Giappone, e tengono il Got7 Showcase 1st Impact in Japan il 4 aprile al Ryōgoku Kokugikan di Tokyo e il 17 aprile al Zepp Namba di Osaka. Intanto, siglano i primi contratti pubblicitari con le marche di abbigliamento sportivo Black Yak e di gelati Natuur Pop.
Il 18 giugno, i Got7 presentano il secondo EP, Got Love, e il brano A con uno showcase all'Ax Hall di Seul, esibendosi davanti a mille fan. Il disco viene pubblicato il 23 giugno, e, per l'uscita, il gruppo opta per un'immagine più allegra e colorata rispetto a quella del debutto.
Il 25 settembre, Got It? e Got Love vengono pubblicati in Thailandia in un'edizione speciale due dischi intitolata Got7 Thailand Special Set.
Nel novembre seguente il gruppo pubblica il primo album in studio, Identify, che raggiunge la vetta della Gaon Album Chart nella prima settimana, mentre il brano principale Stop Stop It è quarto sulla World Digital Songs Chart di Billboard. A ottobre, i Got7 fanno il loro primo tour in Giappone, il Got7 1st Japan Tour 2014, e debuttano nel Paese il 22 ottobre con il singolo Around the World, che include la traccia hip hop So Lucky, scritta e composta da Jun. K dei 2PM. Il singolo si classifica terzo sulla Oricon Weekly Chart e diventa il singolo di debutto in Giappone di un artista K-pop più venduto tra il 2013 e il 2014.

### 2015:Love Train,Just Right,Laugh Laugh LaugheMad
A gennaio, i Got7 ricevono il premio di Nuovo artista alla ventinovesima edizione dei Golden Disc Award e alla ventiquattresima dei Seoul Music Award. Nello stesso mese, sono protagonisti di un proprio webdrama dal titolo Dream Knight, co-prodotto da Youku Tudou e JYP Pictures, e con l'attrice Song Ha-yoon nel ruolo della protagonista femminile. La miniserie, che racconta di una ragazza che condivide sogni, amore e amicizia con un gruppo di ragazzi misteriosi, raggiunge quasi 13 milioni di visualizzazioni e vince i premi Miglior drama, Miglior regia e Stella nascente al K-Web Fest del luglio seguente.
Il 10 giugno 2015 il gruppo pubblica il secondo singolo giapponese Love Train, contenente anche il brano O.M.G. e le due strumentali, che debutta al quarto posto della Oricon Singles Chart. Il 13 luglio pubblica invece in Corea il terzo EP, Just Right. Il brano apripista omonimo arriva terzo nella classifica World Digital Songs di Billboard, rimanendo nella top 3 per due settimane consecutive.
I Got7 pubblicano il terzo singolo giapponese Laugh Laugh Laugh con la B-side Be My Girl il 23 settembre, che vende 35 000 copie nella prima settimana dall'uscita e debutta al secondo posto della Oricon Singles Chart.
Il 29 settembre esce in Corea il quarto EP Mad, riproposto il 23 novembre nella riedizione Mad: Winter Edition contenente tre nuove tracce.

### 2016:Flight Log: Departure, il Fly Tour eFlight Log: Turbulence
Il 3 febbraio 2016, i Got7 pubblicano il primo album giapponese dal titolo Moriagatteyo, che arriva secondo sulla classifica Oricon. Le dodici canzoni contenute includono i tre singoli precedentemente pubblicati nel Paese e le versioni giapponesi di Girls Girls Girls, A, Stop Stop It e Just Right. Il 15 febbraio, il gruppo diventa ambasciatore della marca di vestiti NBA Style Korea insieme alle Twice, mentre, a partire dal mese di aprile e regolarmente per due anni, prende parte a un programma educativo giapponese della NHK Educational TV sulla lingua coreana e compare mensilmente nei libri di testo.
Il 21 marzo esce il quinto EP, Flight Log: Departure, trainato dalla title track Fly. Con questa uscita, i Got7 diventano il secondo artista coreano a entrare nella Billboard Artist 100, dove si classificano 45°, contro l'88º posto occupato tempo prima da Psy; Flight Log: Departure debutta invece in seconda posizione sulla Billboard Heatseekers Album Chart e sulla Billboard World Albums Chart. Il 12 aprile dall'EP viene estratto il singolo Home Run, co-scritto e co-composto dal leader JB.
Il 29 e il 30 aprile a Seul, i Got7 danno il via al loro primo tour, il Fly Tour, che continua in Cina, Giappone, Thailandia, Singapore e Stati Uniti per tutta l'estate.
Nella prima metà dell'anno, in Thailandia, il gruppo diventa il volto delle marche It's Skin, Bausch+Lomb e Est Cola. Per la seconda, Mark, BamBam e Jinyoung, insieme a tre attori thailandesi, recitano nel cortometraggio Sanctuary, che viene pubblicato l'11 maggio.
Il 27 settembre, i Got7 mettono in vendita il secondo album in studio, Flight Log: Turbulence, contribuendo alla composizione e alla scrittura dei testi di undici delle tredici tracce. Vende 200 000 copie in Corea del Sud nel primo mese e debutta alla vetta della Billboard World Albums Chart, con duemila copie negli Stati Uniti. Nelle classifiche annuali di Billboard, Flight Log: Departure è quindicesimo nella World Albums Chart, segnando la prima comparsa dei Got7 nella classifica, mentre il gruppo è sesto sulla World Albums Artists Chart.
Intanto, il 16 novembre esce il primo EP giapponese Hey Yah, che si piazza terzo sulla classifica Oricon.

### 2017:Flight Log: Arrival,My Swagger,7 For 7eTurn Up
Nel febbraio 2017, G+ Star Zone apre uno spazio espositivo con immagini a figura intera dei Got7 per raccogliere fondi a loro nome allo scopo di aiutare finanziariamente adolescenti svantaggiati.
Il 13 marzo il gruppo pubblica il terzo e ultimo capitolo della trilogia Flight Log, l'EP Flight Log: Arrival, che vende 220 000 copie nei pre-ordini e, arrivando a 310.000 dischi venduti il 14 aprile, supera le vendite totali fino a quel momento di Flight Log: Turbulence, che ammontavano a 230.000. Inoltre si classifica primo sulle classifiche Gaon e Hanteo a marzo e raggiunge la vetta della World Album Chart di Billboard.
Il 24 maggio i Got7 pubblicano un nuovo singolo in Giappone, My Swagger, che si classifica primo sulla Japan Single Chart di Billboard e secondo sulla Oricon nel giorno dell'uscita.
Il 10 ottobre esce il settimo EP 7 for 7, per il quale il gruppo partecipa attivamente alla scrittura dei brani: la canzone apripista You Are, scritta e composta da JB, raggiunge il primo posto delle classifiche in tempo reale della Corea del Sud appena dopo l'uscita del disco. Il 7 dicembre l'EP viene rimesso in vendita in una nuova versione in vista delle vacanze invernali.
Il 15 novembre i Got7 pubblicano il secondo EP giapponese, dal titolo Turn Up, girando in concomitanza il Paese con il tour promozionale "Got7 Japan Tour 2017: Turn Up". A partire da questa uscita, viene annunciato che Jackson avrebbe interrotto l'attività in Giappone per problemi di salute e impegni lavorativi in conflitto, e che avrebbe partecipato soltanto in occasioni speciali.

### 2018:Eyes on You, il secondo tour mondiale,The New EraePresent: You
Il 9 marzo, i Got7 vengono nominati ambasciatori dell'Agenzia nazionale dei vigili del fuoco della Corea. Il 12 marzo pubblicano l'ottavo EP Eyes on You, al quale ancora una volta i membri contribuiscono scrivendo testi e musiche. Il brano apripista Look è scritto sempre da JB e raggiunge la vetta delle classifiche in tempo reale della Corea appena dopo l'uscita, diventando la traccia del gruppo ad aver avuto il maggior successo sulle classifiche musicali dal debutto; entra anche nella Gaon Download Chart in terza posizione. Per le vendite fisiche, Eyes on You raggiunge la vetta della classifica Hanteo per il 12 marzo e quella delle spedizioni della Gaon per la settimana dall'11 al 17. A livello internazionale, il disco debutta invece al secondo posto della Billboard World Albums Chart, e con più di 300 000 copie vendute in Corea, è certificato disco di platino dalla Gaon Chart e dalla Korean Music Content Association (KMCA) a maggio.
Intanto, il gruppo inizia l'Eyes on You World Tour esibendosi a Seul dal 4 al 6 maggio, e prosegue durante l'estate in Asia, Europa, Nord America e Sud America facendo il tutto esaurito. Con la tappa newyorkese, diventano il primo gruppo K-pop a esibirsi al Barclays Center di Brooklyn.
In contemporanea, tra maggio e giugno, i Got7 girano il Giappone con il "Got7 Japan Fan Connecting Hall Tour 2018: The New Era" a sostegno del nuovo singolo The New Era, pubblicato il 20 giugno: dopo l'uscita, si piazza primo sulle classifiche giornaliere di Oricon e sulla Billboard Japan.
Il 17 settembre i Got7 tornano sulle scene coreane con il terzo album in studio Present: You, il cui brano principale Lullaby si piazza al primo posto delle classifiche in tempo reale della Corea. L'8 novembre l'album è certificato disco di platino dopo aver venduto più di 250 000 copie.

### 2019–2020: il terzo tour mondiale eBreath of Love: Last Piece
Il 30 gennaio il gruppo pubblica il terzo EP giapponese I Won't Let You Go, che si classifica primo sulla Oricon Weekly Album Chart per la settimana dal 28 gennaio al 3 febbraio. Per l'occasione i Got7 girano il Giappone con il Road 2 U Tour esibendosi a Tokyo il 18 e il 19 dicembre e a Kobe il 2 e il 3 febbraio.
Il 13 febbraio la JYP Entertainment annuncia la seconda sotto unità dei Got7, i Jus2, composta da JB e Yugyeom. Il 5 marzo pubblicano il disco di debutto Focus in Corea e in Giappone, e girano in tour alcune città asiatiche come Macau, Tokyo e Taipei.
Ad aprile 2019 donano 30 milioni di won per aiutare i residenti colpiti dagli incendi a Goseong e Sokcho, nella provincia del Gangwon.
Il 20 maggio viene messo in vendita il nono EP coreano, Spinning Top: Between Security & Insecurity; dopodiché, il gruppo parte per il Keep Spinning World Tour dal 15 giugno al 26 ottobre. Durante la tappa nordamericana, i Got7 diventano il primo gruppo coreano a esibirsi al Today Show, del quale sono ospiti il 26 giugno.
Il 31 luglio esce il quarto EP giapponese Love Loop. Per commemorare l'uscita viene aperto un pop-store speciale con un menù dedicato a Tokyo e Osaka tra il 30 luglio e il 12 agosto. Tra il 30 luglio e il 18 agosto il disco viene anche promosso con l'Our Loop Tour.
Il 4 novembre 2019 il gruppo pubblica il decimo mini album coreano Call My Name con la title track You Calling My Name. Il giorno seguente riceve il Gran premio per il volontariato coreano ai Korea Sharing Volunteer Award dal corpo dei volontari delle Nazioni Unite della Corea per il loro contributo alla comunità.
Il 20 aprile 2020 viene pubblicato il nuovo EP del gruppo, Dye, trainato dalla title track Not By The Moon. A esso fa seguito, il 23 novembre, il singolo Breath in preparazione all'uscita del quarto album coreano Breath of Love: Last Piece il 30 novembre.

### 2021–presente: l'uscita dalla JYPE,Got7eWinter Heptagon

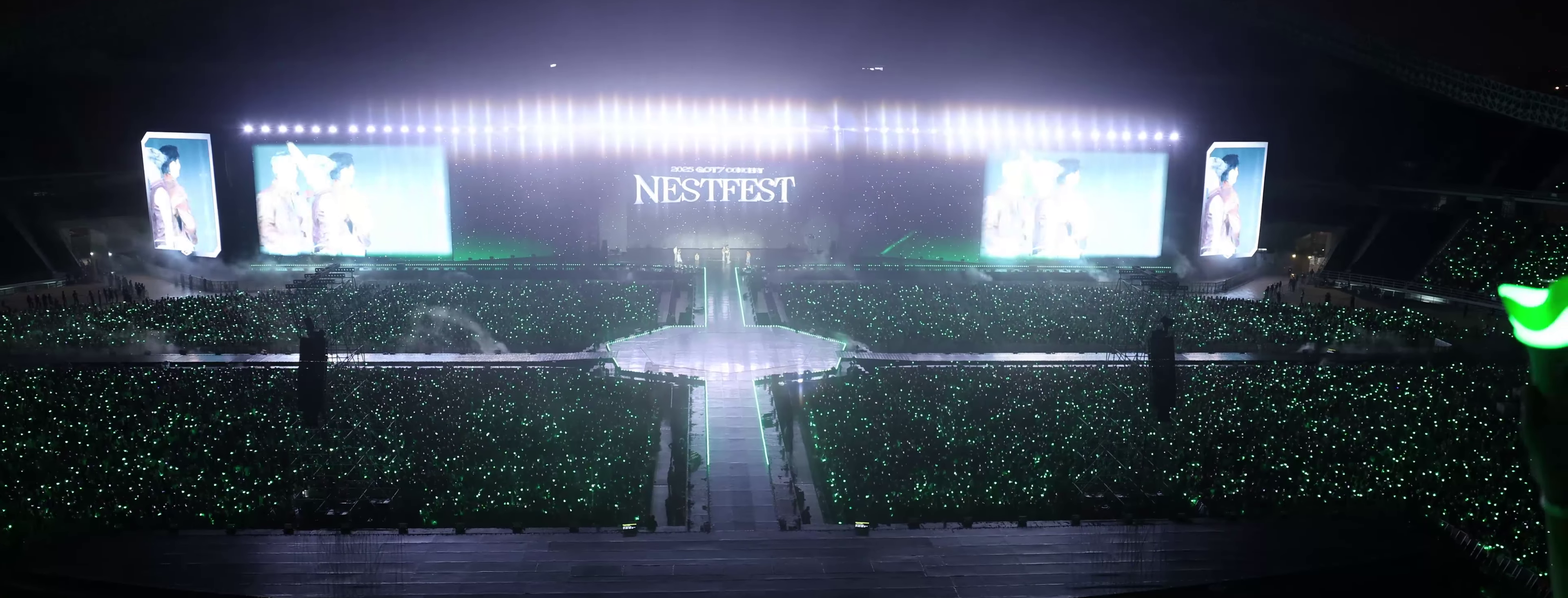
I Got7 durante il Nestfest a Bangkok.

Il 10 gennaio 2021, Dispatch riferisce che i Got7 lasceranno la JYP Entertainment allo scadere del contratto. Il giorno seguente, l'agenzia conferma che, di mutuo accordo, nessun membro ha rinnovato e che il contratto esclusivo in essere della durata di sette anni scadrà il 19 gennaio, dopodiché firmeranno con altre agenzie e proseguiranno le loro carriere. I Got7, tuttavia, non si sciolgono per la volontà dei membri di restare insieme.
Il 20 febbraio esce un singolo dedicato ai fan, Encore, pubblicato con la Warner Music Korea. I membri proseguono nel corso dell'anno con attività da solisti nei campi della musica e della recitazione; nel frattempo, Jay B segue di persona le procedure legali per trasferire i diritti del nome e della musica del gruppo, compresi JJ Project e Jus2, da JYP Entertainment ai membri.
Il 6 maggio 2022 il gruppo lancia nuovi profili social e un nuovo logo. Dopo aver tenuto il Got7 Homecoming 2022 Fancon il 21 e il 22 maggio 2022, sia online, sia in presenza al SK Olympic Handball Gymnasium davanti a 5 000 fan, il 23 maggio i Got7 pubblicano l'EP Got7 accompagnato dal video musicale della traccia Nanana.
Il 20 gennaio 2025 esce il nuovo EP Winter Heptagon, in partnership con Kakao Entertainment, al quale segue il concerto Nestfest per festeggiare gli undici anni di carriera: il gruppo si esibisce al SK Olympic Handball Gymnasium di Seul dal 31 gennaio al 2 febbraio e allo stadio Rajamangala di Bangkok il 2 e 3 maggio. Gli 85 000 biglietti dei due spettacoli thailandesi vanno esauriti il primo giorno di vendita.

## Stile musicale
I Got7 hanno debuttato come gruppo hip hop, incorporando nelle proprie esibizioni il martial arts tricking, una combinazione di elementi del tricking e della break dance definita un'evoluzione dello stile di ballo acrobatico impiegato dai 2PM. Negli anni successivi hanno poi sperimentato stili diversi: toni fanciulleschi ed estivi in A, che hanno portato la rivista online Idology a paragonarli a una versione maschile delle Wonder Girls più che a una ripetizione dei 2PM; un'atmosfera tenera e dolce in Just Right, e un lato più mascolino e arrabbiato in If You Do.
Pur essendo già intervenuti occasionalmente nella scrittura della musica del gruppo, con l'avvio della trilogia Flight Log a marzo 2016 i Got7 hanno cominciato a scrivere e comporre le proprie canzoni, iniziando un percorso di sperimentazione e ricerca personale che li ha portati a convergere su uno stile R&B/pop ed EDM diventato il loro marchio e punto di forza: a questo proposito, il gruppo ha parlato del brano principale di Flight Log: Departure, Fly, come di un "vedere la luce", mentre NME ha indicato la canzone come "uno dei fiori all'occhiello della loro reinvenzione", proseguita con i lavori successivi. Nel 2017, i Got7 hanno identificato le canzoni divertenti, energiche e spensierate come le più adatte a loro; successivamente, il leader Jay B ha osservato che, dal suo punto di vista, l'identità musicale del gruppo fosse composta da pezzi che si possono apprezzare in modo rilassato e disinvolto, allegri e rinfrescanti.
Analizzando la discografia coreana, la rivista NME ha notato come fosse possibile individuarvi una storia di crescita personale e arrivare a distinguere chi avesse lavorato a una particolare traccia, descrivendo la relazione bidirezionale tra il sound personale dei membri e quello del gruppo, e la capacità di equilibrare personalità, influenze, ispirazioni e gusti nettamente diversi e fonderli in un suono coeso, come "la parte migliore dei Got7". Per Vogue Singapore, "la versatilità è sempre stata un punto di forza dei Got7".

## Impatto
I Got7 attirarono l'attenzione già all'annuncio del loro debutto in quanto primo gruppo hip hop della JYP Entertainment. La stampa li mise in competizione con Exo e Winner, formati nel 2012 e nel 2014 da SM Entertainment e YG Entertainment, le altre due maggiori etichette sudcoreane oltre JYPE, della quale furono definiti "la salvezza": dal 2011 i bilanci dell'agenzia registravano perdite operative crescenti e nel 2013 era rimasta indietro rispetto alle altre due compagnie per via dell'annuncio del matrimonio di Sunye delle Wonder Girls, l'abbandono di Sohee e la pausa del gruppo, e per la sempre maggiore popolarità di Bae Suzy, che metteva in ombra gli altri membri delle Miss A.
Dopo un inizio in sordina, i Got7 hanno cominciato a crescere nel mercato con la trilogia Flight Log, iniziata a marzo 2016 con Flight Log: Departure. Nel 2016 erano l'artista più venduto della JYP Entertainment dopo 2PM e Suzy, e sono diventati in seguito il gruppo maschile più redditizio dell'agenzia. Nel 2017, con 820 000 album, sono stati il quarto gruppo più venduto dell'anno in Corea del Sud. Prima di lasciare la JYP Entertainment a inizio 2021, i loro album hanno rappresentato per due anni il 25% delle vendite musicali della casa discografica, guadagnando 20 miliardi di won nel 2020.
Sono considerati un gruppo rappresentativo del K-pop insieme a BTS, Exo e Seventeen, e uno dei primi ad avere membri di diversa nazionalità. Nel 2022, Rolling Stone India li ha definiti "uno dei più grandi gruppi K-pop di questo decennio".
Nel 2014, con due extended play e un album in studio, i Got7 hanno iniziato a emergere rapidamente come idol della Hallyu in Giappone e Thailandia. Dal 2014 al 2020 hanno occupato la top 3 degli artisti musicali più menzionati in Corea del Sud su Twitter, figurando al primo posto nel 2015, anno in cui sono anche stati secondi a livello globale. Nel 2019, Forbes Korea li ha inseriti al 37° posto delle celebrità nazionali che avevano contribuito alla diffusione della cultura coreana all'estero. Nei sondaggi annui condotti dal Ministero sudcoreano della cultura, dello sport e del turismo all'estero, i Got7 si sono posizionati al decimo posto tra i cantanti coreani preferiti nel 2019, e al dodicesimo posto nella lista degli artisti K-pop più famosi al mondo nel 2022.
Nel corso degli anni è stato notato come la popolarità dei Got7 fosse maggiore all'estero che in Corea del Sud. Il loro successo principale in patria è stato il brano Hard Carry del 2016, preceduto dalle canzoni del 2015 Just Right e If You Do. All'estero, la popolarità dei Got7 è particolarmente forte in Thailandia, dove il fandom ha iniziato a crescere con costanza dalla partecipazione del gruppo al Tofu Music Festival nel 2014. Nel Paese, i Got7 hanno siglato contratti pubblicitari per cosmetici, bevande, lenti a contatto e compagnie di assicurazioni. Recensendo il tour in Thailandia dell'estate 2017, il Bangkok Post l'ha definita "il regno dei Got7". In un sondaggio sui modelli di ruolo condotto il 13 gennaio 2018 da Adecco Thailand su 2 044 bambini nella fascia 7-14 anni, il gruppo si è classificato secondo dopo le figure genitoriali, citando le capacità di ballo e canto come motivi della scelta.

## Formazione
- Jay B (제이비) – leader, voce (2014-presente)
- Mark (마크) – rap (2014-presente)
- Jackson (젝슨) – rap (2014-presente)
- Jinyoung (진영) – voce (2014-presente)
- Youngjae (영재) – voce (2014-presente)
- BamBam (뱀뱀) – rap (2014-presente)
- Yugyeom (유겸) – voce, rap (2014-presente)

## Discografia

### Album in studio
- 2014 – Identify
- 2016 – Moriagatteyo
- 2016 – Flight Log: Turbulence
- 2018 – Present: You
- 2020 – Breath of Love: Last Piece

### EP
- 2014 – Got It?
- 2014 – Got Love
- 2015 – Just Right
- 2015 – Mad
- 2016 – Flight Log: Departure
- 2016 – Hey Yah
- 2017 – Flight Log: Arrival
- 2017 – 7 for 7
- 2017 – Turn Up
- 2018 – Eyes on You
- 2018 – I Won't Let You Go
- 2019 – Spinning Top: Between Security and Insecurity
- 2019 – Love Loop
- 2019 – Call My Name
- 2020 – Dye
- 2022 – Got7
- 2025 – Winter Heptagon

### Singoli
- 2014 – Around the World
- 2015 – Love Train
- 2015 – Laugh Laugh Laugh
- 2016 – Home Run
- 2017 – My Swagger
- 2018 – One and Only You (feat. Hyolyn)
- 2018 – The New Era
- 2019 – I Won't Let You Go
- 2019 – Love Loop
- 2019 – Sing for U
- 2020 – Breath
- 2021 – Encore

## Videografia
- 2014 – Girls, Girls, Girls
- 2014 – A
- 2014 – Stop Stop It
- 2014 – Around the World
- 2015 – Just Right
- 2015 – If You Do
- 2015 – Confession Song
- 2015 – Love Train
- 2015 – Laugh Laugh Laugh
- 2016 – Fly
- 2016 – Hard Carry
- 2016 – Hey Yah
- 2017 – Never Ever
- 2017 – You Are
- 2017 – My Swagger
- 2017 – Turn Up
- 2018 – Look
- 2018 – Meet Me
- 2018 – The New Era
- 2018 – Lullaby
- 2018 – Miracle
- 2018 – I Won't Let You Go
- 2019 – Eclipse
- 2019 – Love Loop
- 2019 – Sing For U
- 2019 – You Calling My Name
- 2020 – Not By The Moon
- 2020 – Breath
- 2020 – Last Piece
- 2021 – Encore
- 2022 – Nanana

## Tournée
- 2016 – Fly Tour
- 2018 – Eyes on You Tour
- 2019 – Keep Spinning World Tour